# Заводська Набережна
Заводська Набережна — вулиця, що розташована уздовж правого берега річки Дніпро у Чечелівському й Новокодацькому районах міста Дніпро.

## Загальна інформація

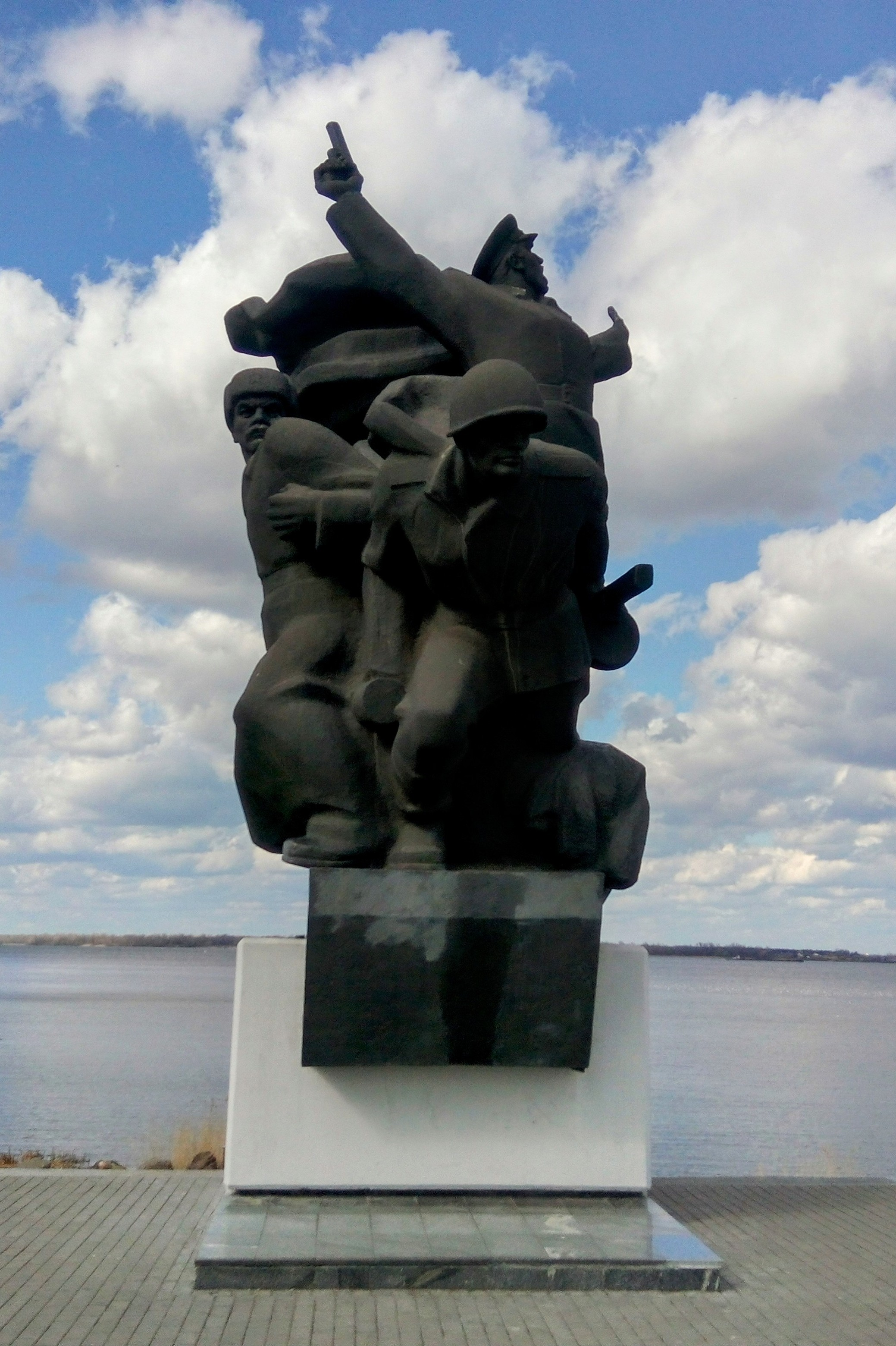
Меморіал на місці форсування річки Дніпро радянськими військами під час боїв за м. Дніпропетровськ

Довжина набережної — 9 км. Починається від Амурського мосту й пролягає на захід через Нові Кодаки до житлового масиву «Парус». Переважна частина набережної забудована промисловими будівлями й відвалами металургійного виробництва. Лише після Кайдацького мосту й до кінця набережна забудована житловими будинками.
Заводська Набережна пролягає історичні райони: Фабрику, Новий Кодак й новобудови козацької Діївки (мікрорайони Червоний Камінь, Покровський й Парус).
На сході, після Амурського мосту, Заводська набережна переходить у Січеславську Набережну. На заході, за Генеральним планом міста  планується продовжити набережну до Сухачівки.

## Будівлі
- № 7 — Дніпровський меблевий комбінат
- Стан 550 прокатного цеху № 2 Дніпровського металургійного заводу
- Асфальтобетонний завод,
- № 54 — Дніпровський річковий порт. Ділянка Нові Кодаки
- № 70 — човниковий причал «Хвиля»
- № 88 — насосна станція водовідводу № 37 КП «Дніпроводоканал»
- № 96 — Храм Різдва Пресвятої Богородиці УПЦ-КП.

## Перехресні вулиці
- Січеславська Набережна
- Амурський (Старий) міст
- вулиця Павлова
- Кодацький шлях
- Кайдацький міст
- вулиця Фатіми Гафурової
- вулиця Панаса Мирного
- вулиця Савкіна
- вулиця Юрія Кондратюка
- вулиця Максима Дія
- Метробудівська вулиця
- Парусний провулок

## Транспорт
З 1973 року Заводською Набережною курсував тролейбусний маршрут № 13, від річкового вокзалу до житлового масиву «Червоний Камінь». У 2017 році розпочалися роботи щодо відновлення тролейбусного руху за колишнім маршрутом № 13, який припинив свою роботу з 2007 року від перехрестя Січеславської Набережної з вулицею Володимира Мономаха до житлового масиву «Парус-2».
15 грудня 2017 року відкрито тролейбусний маршрут № 2 «Вулиця Глінки — ж/м Парус-2».

## Галерея

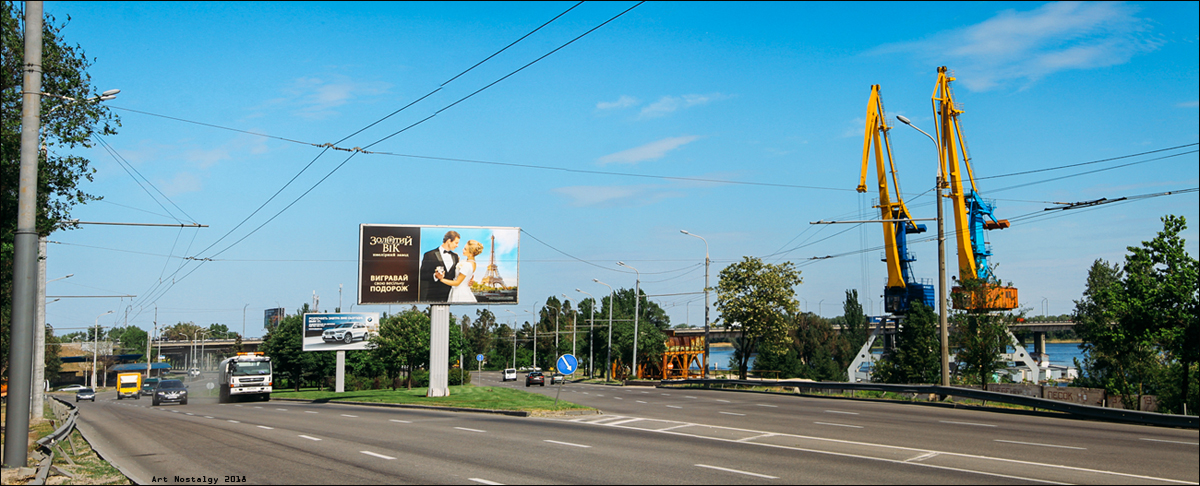
Біля Кайдацького мосту
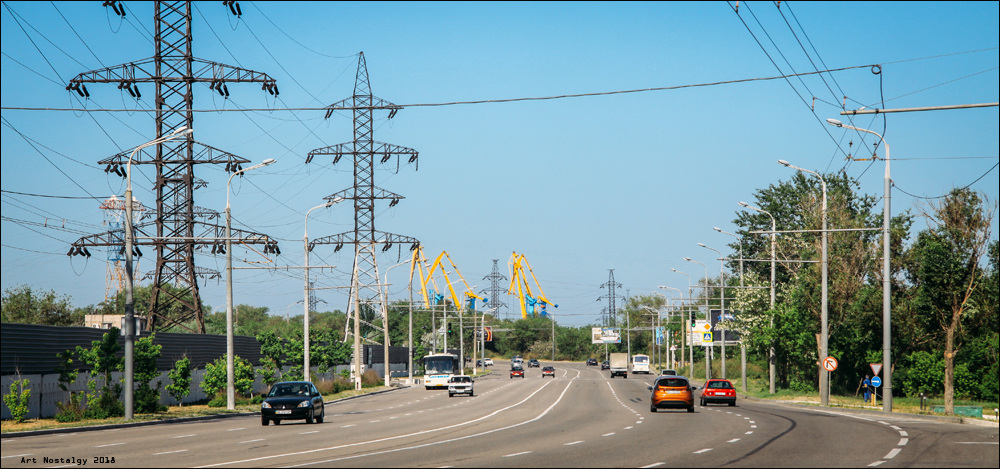
У напрямку ж/м «Червоний Камінь»
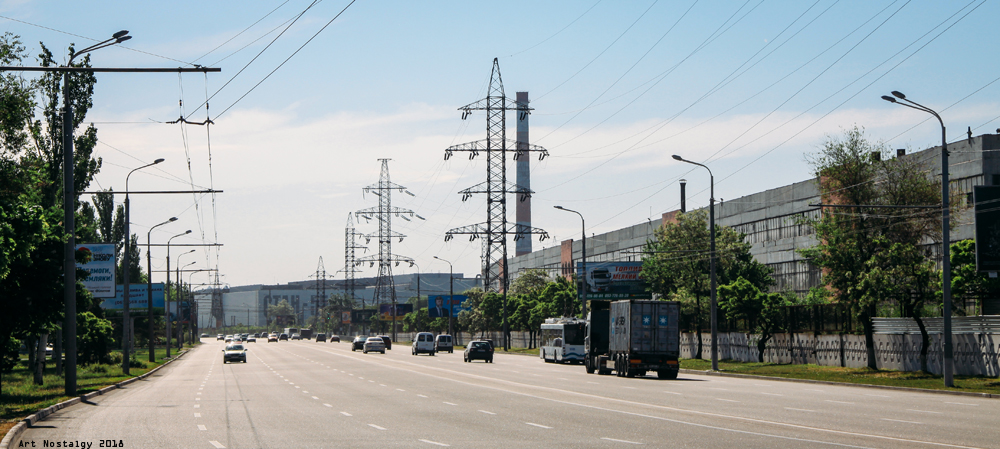
Біля 550-го Стану
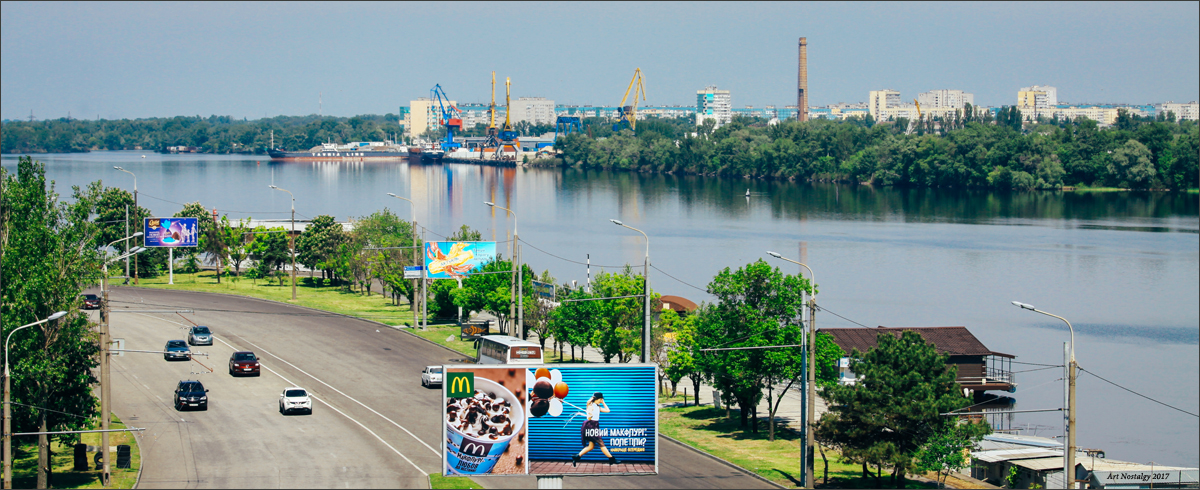
Біля Амурського мосту
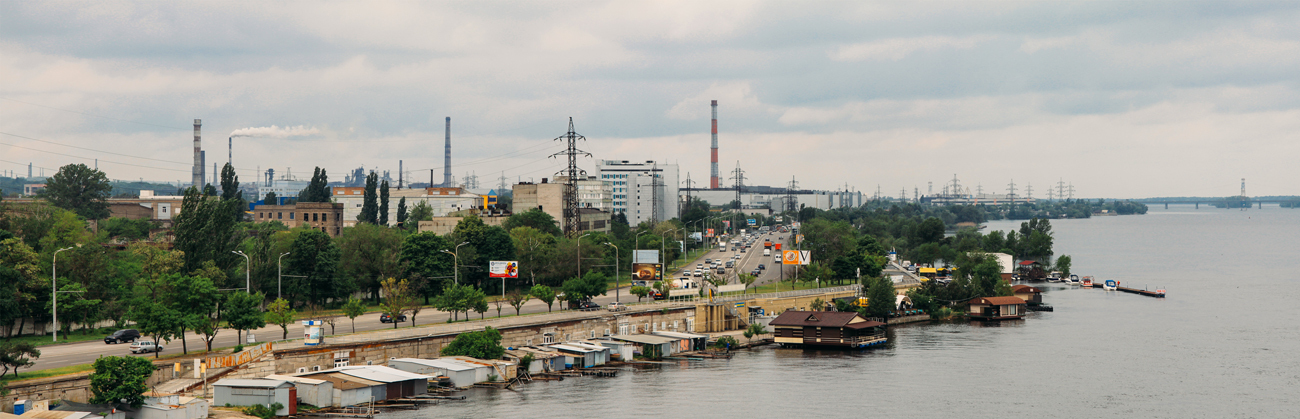
Початок Заводської Набережної біля Амурського мосту
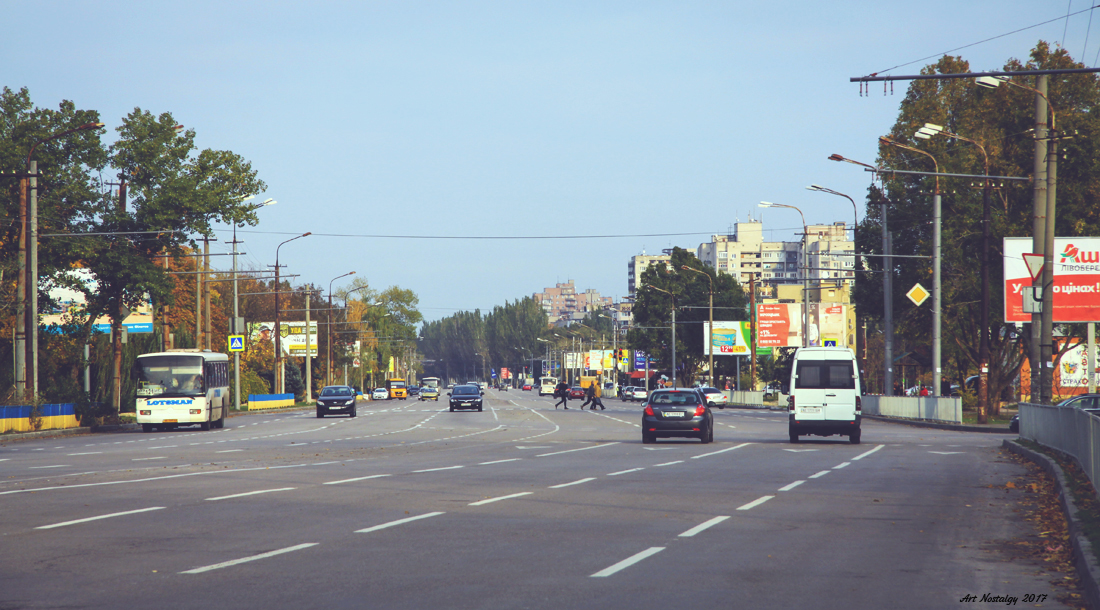
В районі ж/м «Парус»
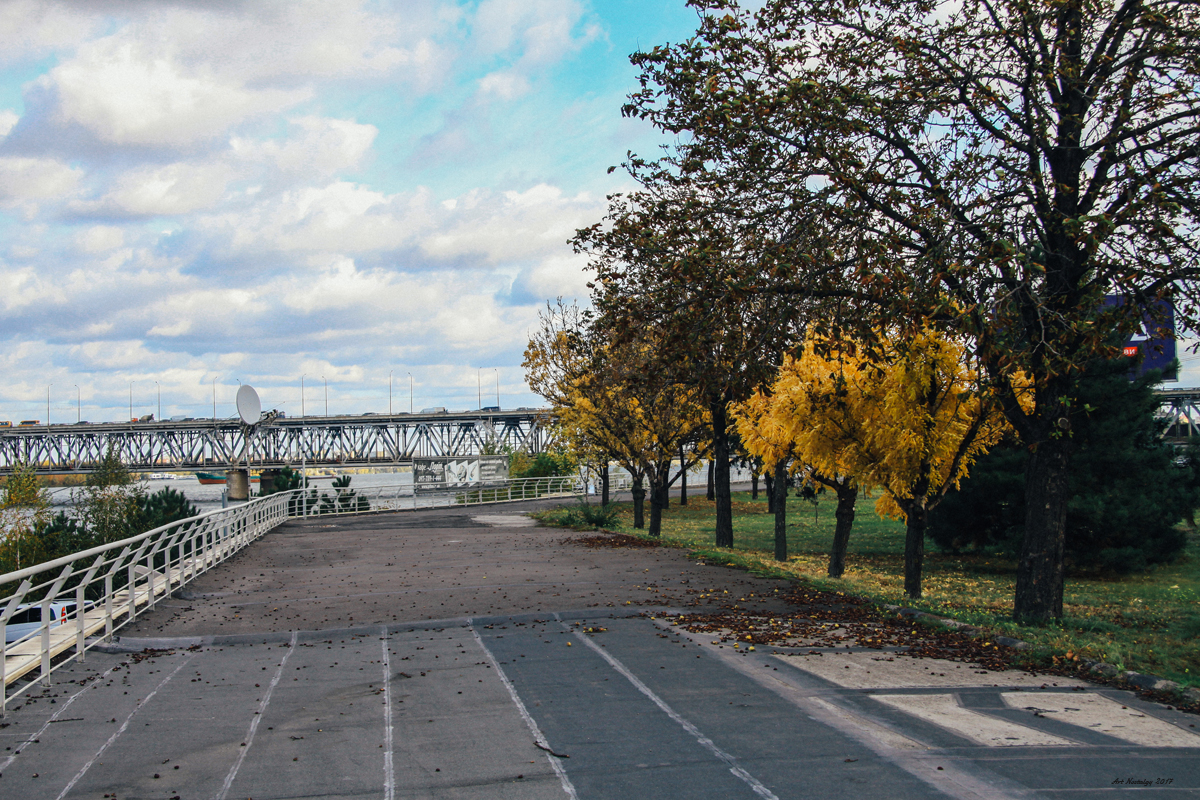
Пішохідна частина в районі Амурського мосту
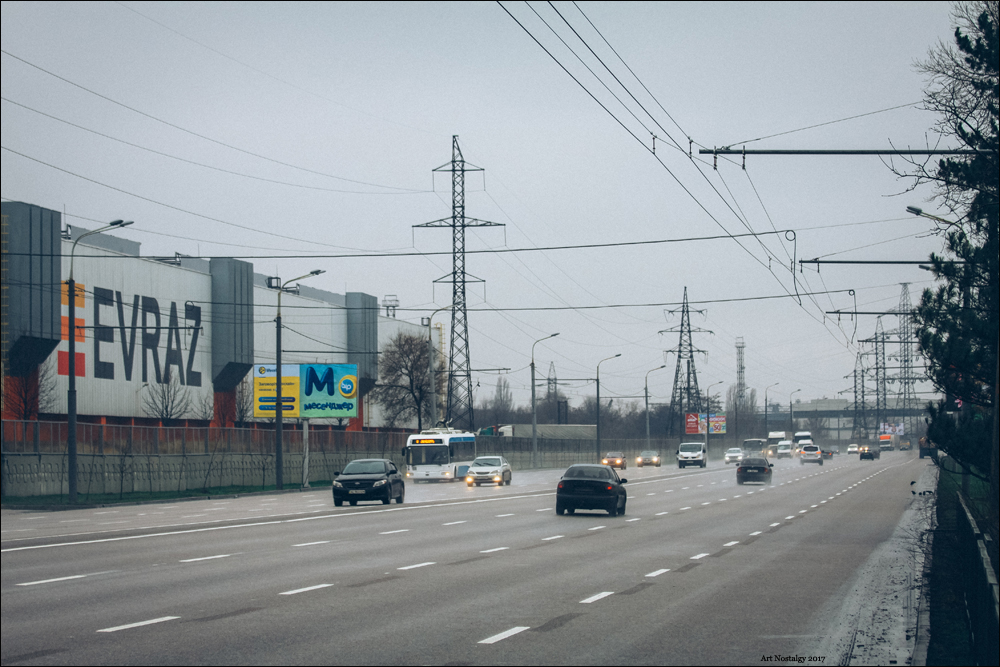
Тролейбус маршруту № 2 на Заводській Набережній
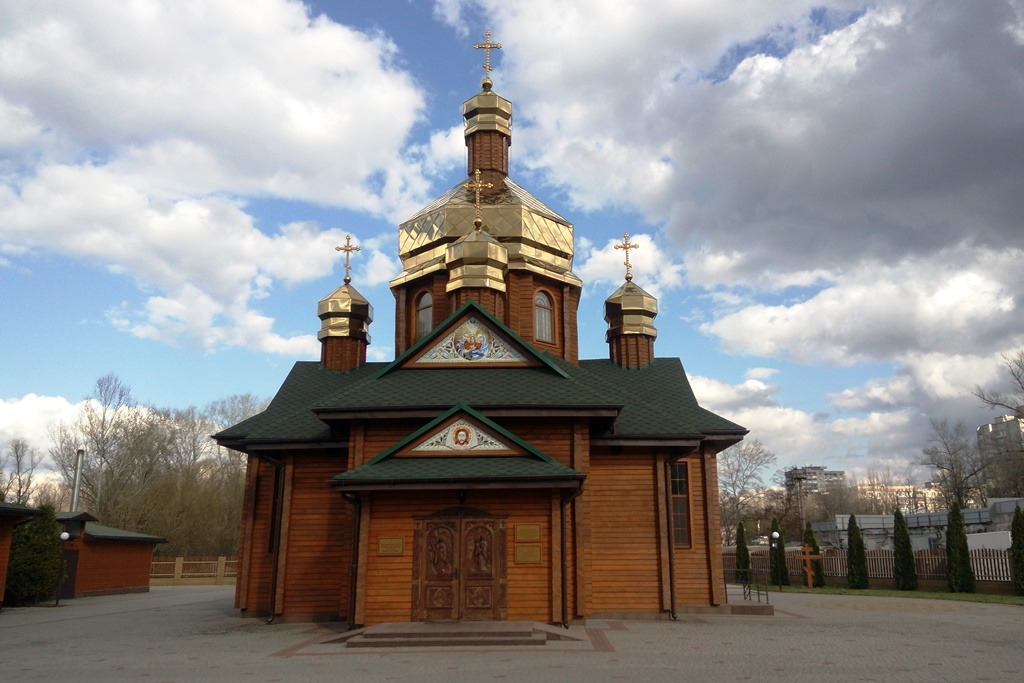
Храм Різдва Пресвятої Богородиці